# Canal de sódio

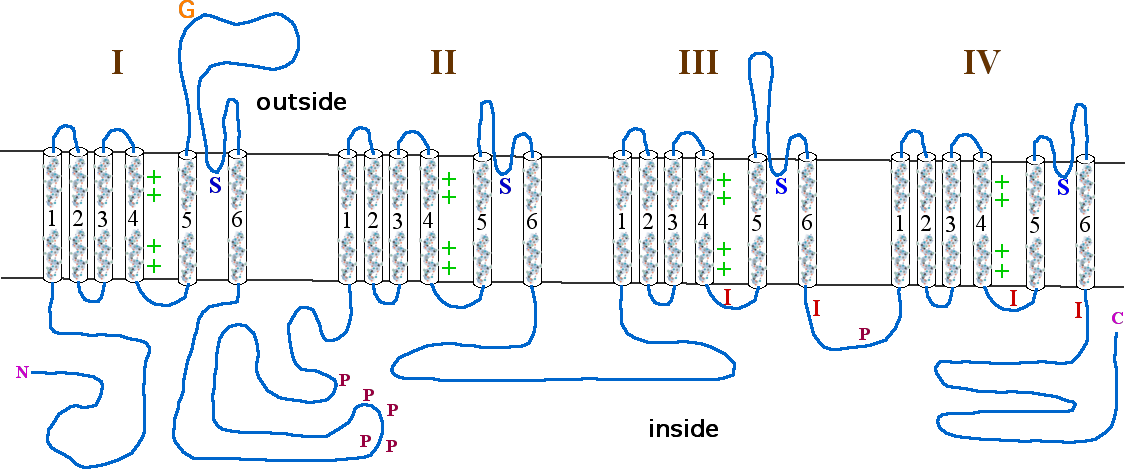
Subunidade alfa do canal de sódio.

Os canais de sódio são proteínas integrais de membrana que formam canais iônicos, conduzindo íons de sódio (Na+) através da membrana de uma célula. Eles pertencem à superfamília de canais catiônicos [en] e podem ser classificados de acordo com o gatilho que abre o canal para a passagem de tais íons, ou seja, de acordo com uma mudança de voltagem ("canais de sódio dependentes de voltagem" ou "sensíveis à voltagem"; também chamados de "canal Nav" ou "CSDVs"); ou de acordo com a ligação de uma substância (ou seja, um ligante) ao canal (chamados de "canais de sódio ativados por ligantes"  ou "dependentes de ligantes").